# Ponthieu
Ponthieu är ett tidigare franskt grevskap som ligger i Picardie i norra Frankrike. Dess residensstad var Abbeville. 
Grevskapet bytte flitigt ägare under medeltiden, och var bland annat i kungens av Kastiljen ägo, men tillföll senare den engelska kungafamiljen. I början av hundraårskriget, 1336, konfiskerade kungen Filip VI av Frankrike grevskapet, men det lämnades tillbaka till engelsmännen 1360. År 1369 erövrade emellertid fransmännen grevskapet på nytt. Karl X av Frankrike kallade sig efter sin tronavsägelse 1830 greve av Ponthieu. 